# Nelson River Hydroelectric Project

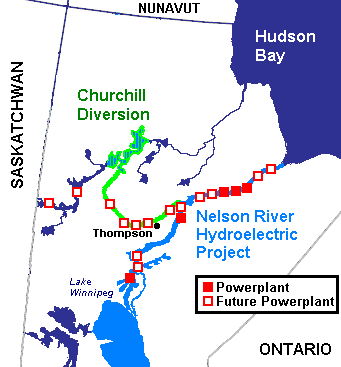
Mapa projektu Nelson River Hydroelectric Project z zaznaczonymi istniejącymi i planowanymi elektrowniami wodnymi

Nelson River Hydroelectric Project – nazwa przedsięwzięcia hydroelektrycznego, które zrealizowano w kanadyjskiej prowincji Manitoba w latach 60. i 70. XX wieku. Projekt miał na celu dostarczenie taniej energii elektrycznej, pozyskiwanej z wody, dla rosnącej populacji prowincji. Składa się z zespołu generatorów, linii przesyłowych oraz dwóch podprojektów: Lake Winnipeg Regulation (LWR, „regulacja jeziora Winnipeg”) oraz Churchill River Diversion (CRD, „przekierowanie wód rzeki Churchill”).

## Lake Winnipeg Regulation
Projekt regulacji jeziora Winnipeg miał na celu rozwiązanie problemu, jakim było to, że największe przepływy wód miały miejsce wiosną i latem, podczas gdy największe zapotrzebowanie na energię elektryczną jest zimą. W jego ramach wybudowano zaporę Jenpeg, która zbierała wodę wiosną i latem, a następnie pozwalała na spuszczenie jej do rzeki Nelson zimą. W północnej części jeziora, niedaleko Norway House, powstały też trzy kanały (2-Mile Channel, 8-Mile Channel i Ominawin Channel) omijające wąskie fragmenty rzeki, zwiększając jej przepustowość o 40-50%.

## Churchill River Diversion
Celem projektu było skierowanie wód rzeki Churchill do płynącej równolegle Nelson River, aby w ten sposób zwiększyć potencjał energetyczny tej drugiej. Osiągnięto to poprzez budowę na jeziorze Southern Indian Lake w Missi Falls zapory, która podniosła poziom wód jeziora o 3 metry. W wyniku tego woda z jeziora płynie wybudowanym między zatoką South Bay a jeziorem Issett Lake kanałem do rzeki Rat River, a następnie do Burntwood River i do Nelson.
Przeprowadzenie tej operacji skierowało od 75% do nawet 85% wód Churchill do Nelson, jednocześnie zalewając 837 km² terenów wokół jeziora.